# Cantone di Gagny
Il Cantone di Gagny è una divisione amministrativa dell'arrondissement di Le Raincy.

## Composizione
Prima della riforma del 2014 comprendeva il solo comune di Gagny.
Dal 2015 comprende i comuni di:
- Gagny
- Neuilly-sur-Marne
- Carbonara